# Heliophysik

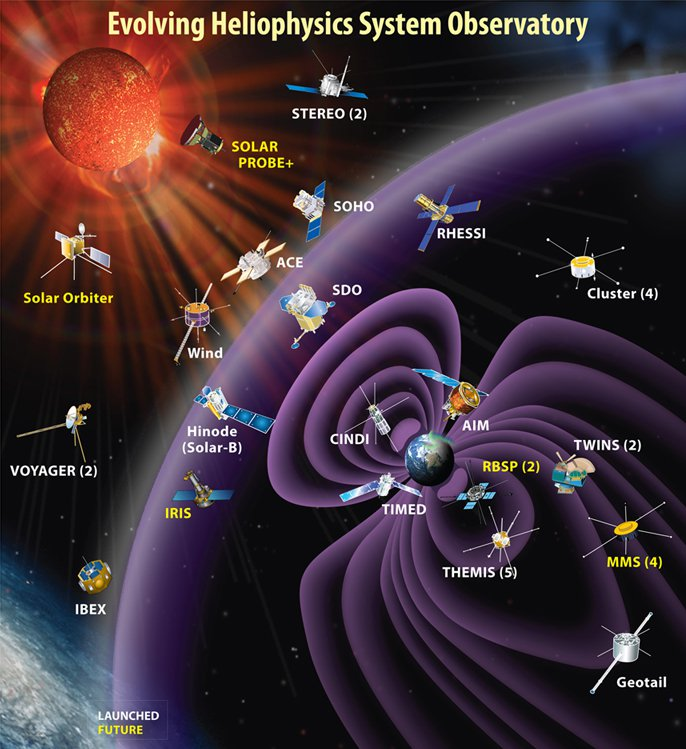
Gegenwärtige und zukünftige Missionen des Heliophysics System Observatory (HSO) in ihren ungefähren Untersuchungsgebieten.

Heliophysik (von der Vorsilbe „helio“, aus dem attischen Griechisch hḗlios, was Sonne bedeutet, und dem Substantiv „Physik“: die Wissenschaft von Materie und Energie und ihren Wechselwirkungen) ist die Physik der Sonne und ihrer Verbindung mit dem Sonnensystem. Die NASA definiert Heliophysik als 1. „den umfassenden neuen Begriff für die Wissenschaft von der Verbindung zwischen Sonne und Sonnensystem“, 2. „die Erforschung, Entdeckung und das Verständnis der Weltraumumgebung der Erde“ und 3. „die Systemwissenschaft, die alle miteinander verbundenen Phänomene in dem Bereich des Kosmos vereint, der von einem Stern wie unserer Sonne beeinflusst wird.“
Die Heliophysik befasst sich mit den Auswirkungen der Sonne auf die Erde und andere Himmelskörpern im Sonnensystem sowie mit den sich verändernden Bedingungen im Weltraum. Sie befasst sich hauptsächlich mit der Magnetosphäre, Ionosphäre, Thermosphäre, Mesosphäre und der oberen Atmosphäre der Erde und anderer Planeten.
Die Heliophysik vereint die Wissenschaft von der Sonne, der Korona, der Heliosphäre und dem erdnahen Weltraum (engl. Geospace, d. h. der oberen Atmosphäre, Ionosphäre und Magnetosphäre) und umfasst weiter eine Vielzahl astronomischer Phänomene, darunter „kosmische Strahlung, Weltraumwetter und Strahlung, Staub und magnetische Rekonnexion, Kernenergieerzeugung und interne Sonnendynamik, Sonnenaktivität und stellare Magnetfelder, Aeronomie und interplanetare Medien, Magnetfelder und globale Veränderungen“ sowie Wechselwirkungen zwischen dem Sonnensystem und der Milchstraße.

## Herkunft der Bezeichnung Heliophysik
Der Begriff „Heliophysik“ (russisch гелиофизика) wurde in der russischsprachigen wissenschaftlichen Literatur häufig verwendet. Die dritte Ausgabe der Großen Sowjetischen Enzyklopädie (1969–1978) definiert „Heliophysik“ als „ein Zweig der Astrophysik, der Probleme in der Physik der Sonne untersucht“. Im Jahr 1990 richtete die Höhere Bescheinigungskommission (russisch Высшая аттестационная комиссия), die für die höheren akademischen Abschlüsse in der Sowjetunion und später in den postsowjetischen Staaten zuständig war, ein neues Fachgebiet „Heliophysik und Physik des Sonnensystems“ ein. In der englischsprachigen wissenschaftlichen Literatur vor etwa 2002 wurde der Begriff Heliophysik sporadisch verwendet, um das Studium der „Physik der Sonne“ zu beschreiben.
Als solcher war er eine direkte Übersetzung aus dem französischen „héliophysique“ und dem russischen „гелиофизика“. Um 2002 übernahmen Joseph M. Davila und Barbara J. Thompson vom Goddard Space Flight Center der NASA den Begriff in ihre Vorbereitungen für das Internationale Heliophysikalische Jahr (2007/08), das 50 Jahre nach dem Internationalen Geophysikalischen Jahr ausgerufen wurde, und erweiterten damit die Bedeutung des Begriffs auf den gesamten Einflussbereich der Sonne (der Heliosphäre). Der US-amerikanische Physiker George L. Siscoe, ein früher Befürworter der neuen erweiterten Bedeutung, charakterisierte den Begriff wie folgt:

„Die Heliophysik [umfasst] die Umweltwissenschaft, eine einzigartige Mischung aus Meteorologie und Astrophysik, die einen Datenbestand und eine Reihe von Paradigmen (allgemeine Gesetze – vielleicht größtenteils noch unentdeckt) umfasst, die spezifisch für magnetisierte Plasmen und neutrale [Stoffe] in der Heliosphäre sind, die mit sich selbst und mit der Gravitation von Körpern und ihrer Atmosphären interagieren.“

Um das Jahr 2007 wurde Richard R. Fisher, der damalige Direktor der Sun-Earth Connections Division des Science Mission Directorate der NASA, vom NASA-Administrator aufgefordert, einen prägnanten neuen Namen für seine Abteilung zu finden, der „besser auf 'Physik' enden sollte“. Er schlug den Namen „Heliophysics Science Division“ vor, der seitdem verwendet wird. Die Heliophysics Science Division verwendet den Begriff „Heliophysik“ für die Erforschung der Heliosphäre und der Objekte, die mit ihr in Wechselwirkung stehen – vor allem der Planetenatmosphären und Magnetosphären, der Sonnenkorona und des interstellaren Mediums.
Die heliophysikalische Forschung steht in direktem Zusammenhang mit einem breiteren Netz physikalischer Prozesse, die ihre Reichweite natürlich über die engere Sichtweise der NASA hinaus erweitern, die sie auf das Sonnensystem beschränkt: Die Heliophysik reicht von der Sonnenphysik bis hin zur Sternphysik im Allgemeinen und umfasst mehrere Zweige der Kernphysik, Plasmaphysik, Weltraumphysik und Magnetosphärenphysik.
Die Heliophysik bildet die Grundlage für die Erforschung des Weltraumwetters und ist auch direkt an der Erforschung der Bewohnbarkeit von Planeten beteiligt. Diese vielfältigen Verbindungen zwischen der Heliophysik und den (astro-)physikalischen Wissenschaften werden in einer Reihe von Lehrbüchern zur Heliophysik erforscht, die im Laufe von mehr als einem Jahrzehnt in von der NASA finanzierten Sommerschulen für Nachwuchsforscher in diesem Fachgebiet entwickelt wurden.

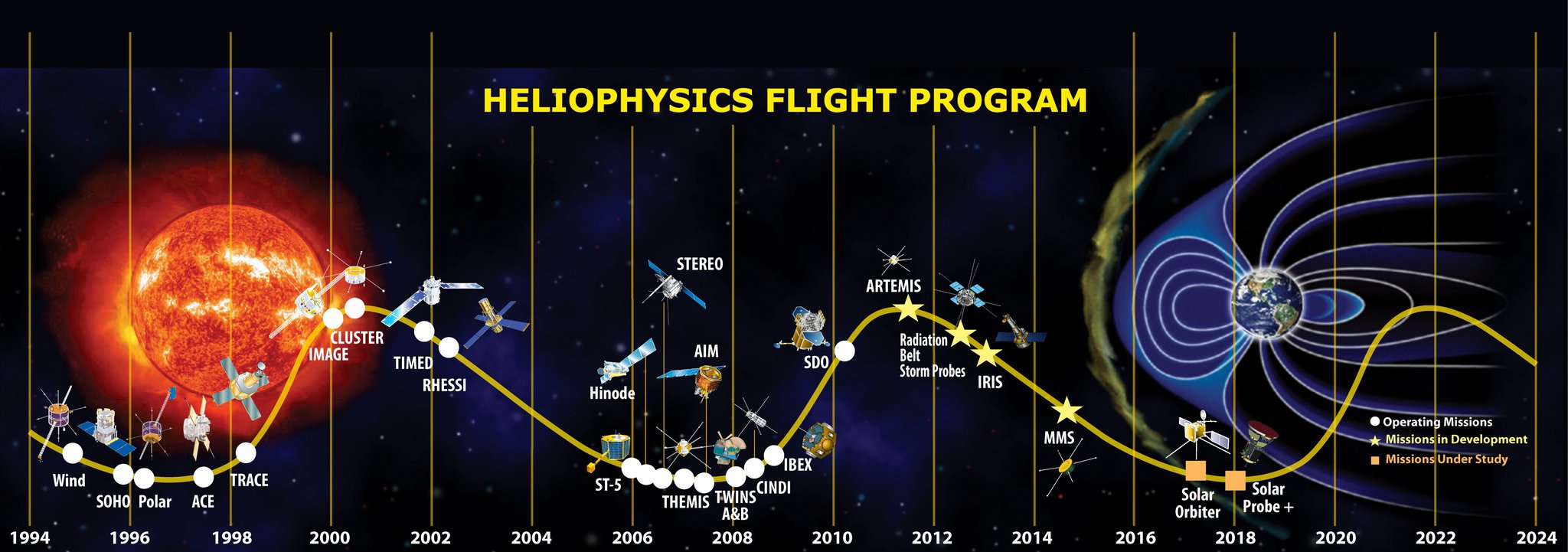
Zeitleiste des Heliophysics Flugprogramms im Jahr 2011.

## Liste heliophysikalischer Missionen
- Ulysses (Raumsonde) (1990 bis 2009)
- Solar and Heliospheric Observatory (Zeitraum 1995 bis ca. 2025)
- Solar Terrestrial Relations Observatory, (gestartet 2006)
- Solar Dynamics Observatory (2010 gestartet)
- Parker Solar Probe (2018 gestartet)